# Amphiprion sandaracinos
Amphiprion sandaracinos là một loài cá hề thuộc chi Amphiprion trong họ Cá thia. Loài này được mô tả lần đầu tiên vào năm 1972.

## Từ nguyên
Từ định danh của loài bắt nguồn từ sandarac (hậu tố inos trong tiếng Latinh có nghĩa là "liên quan đến"), một loại nhựa cây có màu đỏ cam thu được từ cây Tetraclinis articulata, hàm ý đề cập đến màu cam sáng của loài cá hề này.

## Phạm vi phân bố và môi trường sống
A. sandaracinos được ghi nhận từ quần đảo Ryukyu (Nhật Bản) trải dài về phía nam đến đảo Đài Loan và toàn bộ khu vực Tam giác San Hô, cũng như bờ biển Tây Úc và đảo Giáng Sinh. A. sandaracinos cũng được biết đến tại Nha Trang và cù lao Chàm (Việt Nam).
A. sandaracinos sống cộng sinh chủ yếu với hải quỳ Stichodactyla mertensii, ít gặp hơn đối với hải quỳ Heteractis crispa, được quan sát gần các rạn san hô ngoài khơi và trong các đầm phá ở độ sâu đến ít nhất là 20 m.

## Mô tả
A. sandaracinos có chiều dài cơ thể tối đa được ghi nhận là 14 cm. Cơ thể của A. sandaracinos có màu cam sáng với một dải sọc trắng dọc lưng, từ mõm kéo dài đến cuống đuôi. Sọc trắng này chạm đến môi trên ở A. sandaracinos, trong khi ở Amphiprion akallopisos, một loài có kiểu hình tương tự, sọc này chỉ giới hạn đến mõm trên và hẹp hơn so với A. sandaracinos. A. sandaracinos cũng có kiểu màu tương tự với Amphiprion perideraion, nhưng A. perideraion có thêm một vệt sọc trắng ở mang.
Số gai ở vây lưng: 9; Số tia vây ở vây lưng: 16–18; Số gai ở vây hậu môn: 2; Số tia vây ở vây hậu môn: 12.

## Sinh thái học

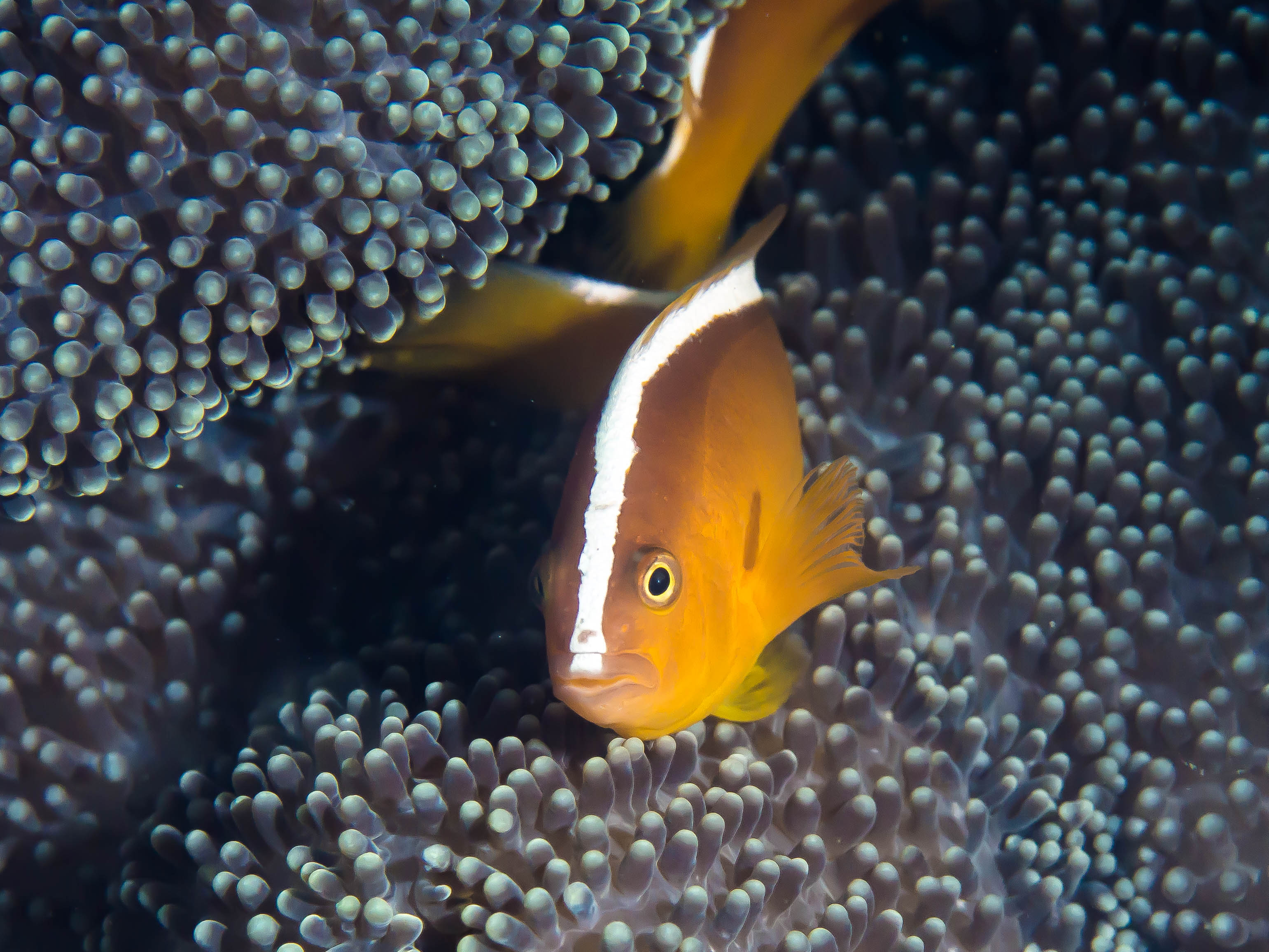
Dải sọc trắng kéo dài đến môi trên ở A. sandaracinos

Thức ăn của A. sandaracinos là động vật phù du và tảo.

### Loài lưỡng tính
A. sandaracinos là một loài lưỡng tính tiền nam (cá cái trưởng thành đều phải trải qua giai đoạn là cá đực) nên cá đực có kích thước nhỏ hơn cá cái. Một con cá cái sẽ sống thành nhóm cùng với một con đực lớn (đảm nhận chức năng sinh sản) và nhiều con non nhỏ hơn. Trứng được cá đực lớn bảo vệ và chăm sóc đến khi chúng nở.

### Lai tạp
Trong tự nhiên, A. sandaracinos đực thường lai tạp với Amphiprion chrysopterus cái, và con lai của chúng được cho là hai loài Amphiprion leucokranos và Amphiprion thiellei.

### Chia sẻ lãnh thổ
Cá hề là loài cộng sinh bắt buộc của hải quỳ và thường không chia sẻ vật chủ (hải quỳ) do chúng có tính lãnh thổ cao. Do đó, việc hai loài cá hề cùng sống chung trong một bụi hải quỳ được coi là một ngoại lệ hiếm gặp; nếu có, chúng sẽ cư xử hung hăng với nhau. Tuy vậy, điều này hoàn toàn trái ngược ở A. sandaracinos và Amphiprion clarkii.
Trong lần khảo sát ở vịnh Davao (Philippines), một bụi hải quỳ S. mertensii được quan sát thấy là nơi trú ẩn của một cặp A. clarkii và ba cá thể A. sandaracinos. Trong khoảng thời gian quan sát, Bos nhận thấy, A. clarkii tỏ ra hung dữ đối với tất cả các loài cá đến gần hải quỳ, nhưng lại không như vậy đối với A. sandaracinos. Mặc dù bụi hải quỳ H. crispa gần đó không có loài nào cư trú, những cá thể A. sandaracinos này vẫn thích sống cùng với cặp A. clarkii.

## Thương mại
A. sandaracinos được đánh bắt bởi những người thu mua cá cảnh và cũng đã được nhân giống trong điều kiện nuôi nhốt.